# نسيان

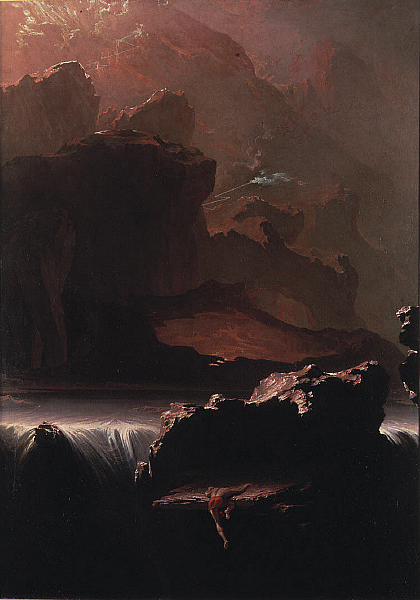
صادق في البحث عن مياه النسيان بريشة الرسام الإنجليزي جون مارتن. متحف سانت لويس للفنون، ميزوري.

النسيان هو الدخول في حالة من الفقدان الظاهري أو تحوير للمعلومات المخزنة في الذاكرة المديدة عند محاولة استرجاعها. وتكون هذه الحالة فجائية أو بشكل تدريجي. يساعد النسيان من جهة على ملائمة ربط  وتخزين معلومات جديدة مع المعرفة القديمة. ولكن من جهة أخرى تسبب بعض من المشكلات في الحياة اليومية. كلما ازداد الإنسان في العمر زاد نسيانه، حيث تكثر حينها مشاكل الذاكرة والتعلم، وتضعف القدرة على الاحتفاظ بالمعلومات الجديدة المكتسبة.
يرتبط أداء الذاكرة عادةً في القيام بالوظيفة على أفضل شكل وهو على مراحل ثلاث وهي : التشفير، التخزين ، الاسترجاع. ويعد تشفير المعلومات وإعطاء الوقت اللازم لتخزين المعلومات من الأمور المهمة في القدرة على الاسترجاع الجيد. كما أن تدريب الذاكرة ومراجعة المعلومات يؤدي إلى تحسين القدرة على استرجاع المعلومات، حيث أن المذاكرة تساعد في نقل المعلومات إلى الذاكرة المديدة.
تذكر دراسة صينية في عام 2016 صعوبة نسيان الأمور السلبية بالتزامن مع الاكتئاب، وقد قارنت الدراسة بين عينتين خضعتا للرنين المغناطيسي الوظيفي fMRI. فيما أشارت دراسة أخرى في جامعة تكساس إلى أن النسيان بصورة عامة أصعب من التذكر.

## نظرة عامة
لا يعني عدم استرداد حدث ما أن هذا الحدث المحدد قد نُسي إلى الأبد. أظهرت الأبحاث وجود بعض السلوكيات الصحية التي يمكنها إلى حد ما منع النسيان من الحدوث كثيرًا، من أبسط الطرق للحفاظ على صحة الدماغ ومنع النسيان البقاء نشيطًا وممارسة الرياضة. الحفاظ على النشاط أمر مهم لأنه يحافظ على صحة الجسم عمومًا. عندما يكون الجسم سليمًا، يكون الدماغ بصحة جيدة وأقل نسياناً أيضًا، وجد أن البالغين الأكبر سنًا الذين كانوا أكثر نشاطًا يعانون نوبات نسيان أقل مقارنةً بالبالغين الأكبر سنًا الذين كانوا أقل نشاطًا. قد يساهم النظام الغذائي الصحي أيضًا في تحسين صحة الدماغ وعملية الشيخوخة، ما يؤدي بدوره إلى النسيان بدرجة أقل تكرارًا.

## التاريخ
كان عالم النفس الألماني هيرمان إبنجهاوس (1885) من أوائل من درسوا آليات النسيان ،  باستخدام نفسه موضوعًا وحيدًا لتجربته، حفظ قوائم من ثلاثة أحرف من الكلمات غير المنطقية، اثنان من الحروف الساكنة وحرف متحرك واحد في المنتصف. ثم قاس قدرته على إعادة تعلم قائمة معينة من الكلمات بعد فترة زمنية مختلفة. وجد أن النسيان يحدث بطريقة منهجية، يبدأ بسرعة ثم يستقر، ومع أن أساليبه كانت بدائية، أصبحت فرضياته الأساسية صحيحة اليوم، وأُعيد تأكيدها بواسطة المزيد من الأساليب السليمة منهجيًا. وتوصل إلى استنتاجين، الأول أن الكثير مما ننساه يضيع بعد وقت قصير من تعلمه في الأصل، والثاني أن مقدار النسيان يتوقف في النهاية. في الوقت ذاته تقريبًا حين طور إبنغهاوس منحنى النسيان، افترض سيغموند فرويد أن الناس ينسون الأشياء عمدًا، لدفع الأفكار والمشاعر السيئة إلى عمق اللاوعي، وهي عملية أطلق عليها اسم «القمع». هناك جدل حول ما إذا كان -أو كم مرة- يحدث كبت الذاكرة بالفعل ويرى علم النفس السائد أن كبت الذاكرة الحقيقي يحدث نادرًا جدًا.
اقترح ريتشارد أتكينسون وريتشارد شيفرين نموذجًا لعملية الذاكرة في الستينيات طريقةً لشرح عمل الذاكرة. يشير هذا النموذج المعياري للذاكرة نسيان، المعروف أيضًا باسم نموذج Atkinson-Shiffrin للذاكرة، إلى وجود ثلاثة أنواع من الذاكرة: الذاكرة الحسية ذاكرة حسية، والذاكرة قصيرة المدى ذاكرة قصيرة الأمد، والذاكرة طويلة المدى، وكل نوع من أنواع الذاكرة منفصل في سعته ومدته. في النموذج المشروط، ترتبط سرعة نسيان المعلومات بنوع الذاكرة إذ تُخزن هذه المعلومات. تُنسى المعلومات في المرحلة الأولى، وهي الذاكرة الحسية، بعد بضع ثوانٍ فقط. في المرحلة الثانية، الذاكرة قصيرة المدى، تُنسى المعلومات بعد نحو 20 ثانية. في حين يمكن تذكر المعلومات في الذاكرة طويلة المدى لسنوات أو حتى عقود، قد تُنسى عندما تفشل عمليات استرجاع تلك المعلومات.
فيما يتعلق بالذكريات غير المرغوب فيها، تقسم المصطلحات الحديثة النسيان المحفز إلى القمع اللاواعي - وهو محل خلاف- وقمع الفكر الواعي thought suppression.

## النظريات
النظريات الأربع الرئيسية لدراسة ظاهرة النسيان في علم النفس هي كالتالي:
- النسيان المعتمد على الإشارة.
- الأسباب العضوية.
- نظريات التعارض.
- نظرية اضمحلال الأثر.

### النسيان المعتمد على الإشارة
الترميز هو الخطوة الأولى في تكوين الذاكرة وتذكرها. يمكن قياس مدى جودة تشفير شيء ما في الذاكرة بإكمال اختبارات محددة للاسترجاع. قد تكون الاختبارات صريحة مثل الاستدعاء الملحوظ، أو الاختبارات الضمنية مثل إكمال جزء من الكلمات. النسيان المعتمد على التلميح هو واحد من خمس نظريات في علم النفس الإدراكي للنسيان علم النفس المعرفي. تنص هذه النظرية على أنه أحيانًا تُنسى الذاكرة مؤقتًا فقط، إذ لا يمكن استرجاعها، لكن يمكن الإشارة المناسبة استعارة أن تعيدها إلى الذهن. مثل البحث عن كتاب في مكتبة دون رقم المرجع تصنيف مكتبة الكونغرس أو العنوان أو المؤلف أو الموضوع. المعلومات لا تزال موجودة، لكن من دون هذه الإشارات يصعب استرجاعها. يجب أن يكون دليل الاسترجاع الجيد متسقًا مع التشفير الأصلي للمعلومات تفخيم وترقيق. إذا تأكدت الكلمة في أثناء عملية التشفير، فيجب أيضًا أن تركز الإشارة المستخدمة على الجودة الصوتية للكلمة. إن المعلومات متاحة، لكنها ليست متاحة بسهولة دون هذه الإشارات. اعتمادًا على عمر الشخص، قد لا تعمل إشارات ومهارات الاسترجاع جيدًا. عادة ما يكون هذا شائعًا عند كبار السن ولكن هذا ليس هو الحال دائمًا. عند تشفير المعلومات في الذاكرة واسترجاعها بتقنية الاسترجاع المتباعد نسيان، فإن هذا يساعد كبار السن على استعادة الأحداث المخزنة في الذاكرة استعادةً أفضل، أيضًا ثمة أدلة من دراسات مختلفة تظهر الذاكرة والشيخوخة، أظهرت الدراسات تراجع أداء الذاكرة العرضية النسيان مع التقدم في العمر، وأن البالغين الأكبر سنًا يظهرون معدلات واضحة من النسيان عند دمج عنصرين دون تشفير.

## اقرأ أيضاً
- ذاكرة
- فقدان الذاكرة